# Ална
Ална — река в России, протекает по Камышлинскому району Самарской области.

## География и гидрология
Ална — левобережный приток реки Семёнычевка (бассейн Самары), её устье находится в 1,7 километра от устья Семёнычевки. Общая протяжённость — 12 километров.

## Данные водного реестра
По данным государственного водного реестра России относится к Нижневолжскому бассейновому округу, водохозяйственный участок реки — Большой Кинель от истока и до устья, без реки Кутулук от истока до Кутулукского гидроузла, речной подбассейн реки — подбассейн отсутствует. Речной бассейн реки — Волга от верхнего Куйбышевского водохранилища до впадения в Каспий.
Код объекта в государственном водном реестре — 11010000812112100008098.